# Герб Мукачівського району
Герб Мукачівського райо́ну — офіційний символ Мукачівського району Закарпатської області, затверджений рішенням третьої сесії сьомого скликання районної ради 24 березня 2016 року. Автор - Іван Степанович Шпеник.
Герб являє собою щит старофранцузької форми, облямований срібною каймою. Нижня частина герба – зеленого кольору, який символізує надію, достаток, волю. Верхня чистина зеленого поля закінчується двома горами, які складають собою срібну букву «М» – Мукачівщина. В нижній частині зображено джерело срібного кольору, що символізує життєдайну силу води. Джерело б’є із золотого трилисника, що символізує багатство і родючість землі. Зелене тло перетинає по діагоналі справа наліво перев'яз синього кольору, що має асоціюватися з річкою Латорицею, яка протікає через Мукачівський район зі сходу на захід. На перев’язь — Латорицю накладено три срібні камені, що вказує на гірську (швидкоплинну) річку.
Верхня частина герба над горами – синього кольору символізує вірність, славу, чесність. На цьому тлі, між горами, зображено три золоті зірки, які створюють сузір'я у вигляді оберненої піраміди і символізують зорі у чистому небі Мукачівщини, Боже благословення цього краю, а нижня зірка ще і дороговказну зорю на перехресті геополітичних шляхів, якими славиться туристична Мукачівщина.

## Джерело
- http://www.fenixslovo.com/uk/society/10354 [Архівовано 24 серпня 2016 у Wayback Machine.] fenixslovo.com]